# Paris / London: Testament
Paris / London: Testament è un album dal vivo del pianista statunitense Keith Jarrett, pubblicato nel 2009.

## Tracce

### CD 1
1. Salle Pleyel, Paris – Part I – 13:48
2. Salle Pleyel, Paris – Part II – 10:36
3. Salle Pleyel, Paris – Part III – 7:05
4. Salle Pleyel, Paris – Part IV – 5:33
5. Salle Pleyel, Paris – Part V – 8:46
6. Salle Pleyel, Paris – Part VI – 6:30
7. Salle Pleyel, Paris – Part VII – 6:59
8. Salle Pleyel, Paris – Part VIII – 10:11

### CD 2
1. Royal Festival Hall, London – Part I – 11:09
2. Royal Festival Hall, London – Part II – 8:10
3. Royal Festival Hall, London – Part III – 6:50
4. Royal Festival Hall, London – Part IV – 5:58
5. Royal Festival Hall, London – Part V – 10:34
6. Royal Festival Hall, London – Part VI – 6:52

### CD 3
1. Royal Festival Hall, London – Part VII – 9:00
2. Royal Festival Hall, London – Part VIII – 8:01
3. Royal Festival Hall, London – Part IX – 3:56
4. Royal Festival Hall, London – Part X – 5:35
5. Royal Festival Hall, London – Part XI – 8:26
6. Royal Festival Hall, London – Part XII – 8:30